# Pseudoligosita robusta
Pseudoligosita robusta är en stekelart som först beskrevs av Gennaro Viggiani 1980.  Pseudoligosita robusta ingår i släktet Pseudoligosita och familjen hårstrimsteklar. Inga underarter finns listade i Catalogue of Life.